# 36426 Kakuda
36426 Kakuda este o planetă minoră (asteroid), cu un diametru de 2,298 km, din centura de asteroizi. A fost descoperită pe 5 august 2000 la Bisei Spaceguard Center⁠(d) de BATTeRS⁠(d). 
Obiectul prezintă o orbită caracterizată de o semiaxă mare de 2,2924881 UAi, o excentricitate de 0,19, o înclinație de 1,69182 ° în raport cu ecliptica.